# Myotis chinensis
Myotis chinensis es una especie de murciélago de la familia Vespertilionidae.

## Distribución geográfica
Se encuentra en China, Hong Kong, Birmania, Tailandia y Vietnam.